# منهدرة
المُنْهَدِرَة (الاسم العلمي: Enhydrina) وتعرف أيضا باسم ثعبان البحر ذو المنقار أو ثعبان البحر ذو الخطاف أو ثعبان البحر الشائع، هي جنس من ثعابين البحر السامة للغاية. دراسة المنهدرة مهمة لصنع مضاد السم. النوع الوحيد من ثعابين البحر المتوفر في هذا الوقت لاستخراج مضاد للسم الأفاعي في ماليزيا هو المنهدرة المتشققة.

## الأنواع
يوجد نوعان معروفان من المنهدرة هما:
- المنهدرة المتشققة وهي شائعة في جميع أنحاء منطقة المحيطين الهندي والهادئ. هذا النوع متورط في أكثر من 50٪ من جميع اللدغات التي تسببها ثعابين البحر بالإضافة إلى معظم المضايقات والوفيات. يُدعى أيضًا ثعبان بحر فالاكادين .[1]
- المنهدرة الزويفلية يتم العثور عليها من غينيا الجديدة إلى أستراليا (الإقليم الشمالي وكوينزلاند). في الماضي كان يُعتقد أنها منهدرة متشققة ولكن بعد اختبار الحمض النووي أصبح يتم تحديدها مؤقتًا باسم المنهدرة الزويفلية. أظهر اختبار الحمض النووي أنها لا تتعلق بالمنهدرة المتشققة.[2][3]

يم العثور على كلا النوعين في البحر المفتوح الضحل ومصبات الأنهار والبحيرات الساحلية وغابات المنغروف وعادة في الماء من عمق 3.7-22.2 متر. وتوجد عادة فوق القيعان الناعمة مثل الطين والرمل. تم العثور عليها في بعض بحيرات المياه العذبة في كمبوديا والهند. وقد اكتشف أن المنهدرة تستطيع السفر نحو أعالي الأنهار. تم العثور على واحدة 7 كيلومتر في أعلى نهر في غوا في الهند.